# Beska (grundsmak)
| Beska |
| --- |
| Omogna slånbär har hög beska. - Beskrivning – en av grundsmakerna - Karaktär – upplevs sträv, torr, bitter och/eller kärv - Funktion – som varningssignal för förkomna matvaror |

Beska eller bitterhet är en grundsmak. Den kännetecknas av egenskapen att vara besk eller bitter (jämför bitter, en spritsort som har hög beska), en smak som känns sträv, kärv och torr (som i torrt vin eller omogna slånbär). Beska kan jämföras med smaken av malört, kinin eller pomeransskal. Beska kan kännas av smakceller på tungans alla delar.

## Livsmedel
Beska är möjligen den smak som utnyttjas minst i matlagningen. De flesta gröna blad, inklusive persilja, som äts råa har dock en naturlig beska. En teori anger att bristen på beska maträtter, i en omgivning som oftast pendlar mellan sött och salt, kan vara en orsak till överutnyttjande av choklad, kaffe och öl. Dessa tre livsmedel har alla en hög mängd beska. Kinin som finns i tonic är också känt för sin beska smak.
En långlivad folktro runt besk smak är att bittra ingredienser i mat stimulerar matsmältningen. Detta lär vara orsaken till att många aperitifer har just besk smak. Tanninerna i rött vin ger en sorts beska, och beska finns även i starkt te, bränt socker och rökt mat.
Besk eller bitter smak upplevs av många som skarp och oangenäm. Beska ämnen tillsätts därför ibland som denatureringsmedel för att förhindra att man av misstag förtär giftiga eller på annat sätt olämpliga ämnen. Omkring 30 olika receptormolekyler av typ "T2R" är inblandade i registreringen av beskhet där olika beska substanser har "sin" specifika receptormolekyl.

### Matlagning
Vissa grundsmaker trivs olika bra med varandra. Sälta kan "döljas" med hjälp av sötma, men sötman kan inte dölja beska. Söt och fet mjölk neutraliserar inte den bittra smaken i kaffet, men den spär ut den. Inte heller salt kan kompensera alltför bitter mat; salt kan dock användas för att suga ut en bitter vätska ur en rå grönsak.
Beskan trivs bättre med umami, och därför kan grillat kött lätt kombineras med sallat på gröna blad, grönmögelost med endivsallat. Beska och umami ses ibland som varandras smakmässiga motsatser.
Den enda grundsmaken som kan balansera och minska beskan i ett livsmedel är syran/surheten. Denna egenskap har bidragit till att citron traditionellt nyttjas ihop med rökt fisk, vilken förr var hårdare rökt än den är idag. En motsvarande effekt kan ofta skönjas i citronen i billigt te, i saft av fläder och för kamouflering av billigt och strävt vin i en sangria. 

## Biologisk roll
Beskan i gröna blad finns där för att verka oaptlig för betande – och för växten ofta skadliga – växtätare. Beskan finns naturligt i främst grönsaker som har överjordiska växtdelar; detta inkluderar endiver, rosensallat, frisésallat, brysselkål och humle. Beska fungerade tidigt som en varningssignal på att växten inte är mogen eller kanske giftig.
Viss forskning har lett till tankar om att beska råvaror innehåller extra mycket av bakterier som är nyttiga för människans tarmflora. Sådana växter är exempelvis många gröna blad samt rotfrukter.